# Charlotte Margolin

## Charlotte Margolin
Charlotte Elisabeth Margolin (Berlín, 20 gener 1896 - Irun, 8-1941) va ser una metgessa jueva alemanya. Exiliada a Barcelona des del 1933, durant la Guerra Civil formà part, com a voluntària no combatent, del cos sanitari de les Brigades internacionals. El 1937 va ser reclosa a la Presó de Dones de les Corts per la seva pertinença al Partit Obrer d'Unificació Marxista (POUM) i el 1939 tornà a ser empresonada pel franquisme. Es suïcidà a Irun el 1941.

## Biografia
Nascuda a Berlín el 1896 en el si d'una família jueva, era filla de Jacques Müsham (Margolin era el cognom de casada de Charlotte Müsham), comerciant de professió i d'Agnes Sara Meyers. Tenia una germana, Ilse Lise i un germà, Hans Werner, que també va ser metge.
Va estudiar medicina a la prestigiosa Medicinischen Universitätschlinik der Charité de Berlín. Va acabar la carrera el 1924 amb la lectura i publicació de la tesi El comportament del sistema nerviós vegetatiu en malalts de carcinoma i va treballar en diversos centres mèdics de Berlín com a cardiòloga i internista. El 1929 es va afiliar al KPD-O, una escissió del Partit Comunista Alemany. Es va casar amb Ilya Margolin.
A finals de gener de 1933, l'arribada de Hitler al poder va suposar un risc per a la comunitat jueva. Al cap de pocs mesos, Charlotte Margolin va perdre la feina i es va veure obligada a marxar a l'exili. Es va traslladar a Barcelona i aviat es va inserir en el cercle dels refugiats jueus, principalment escriptors, artistes, metges, comerciants i dissidents diversos, que intentaven refer les seves vides a la nova República Espanyola. Entre les seves amistats hi havia Ewal i Ella König, Augusta Marx, Eva Laufer, el matrimoni Max i Golda Friedemann.
Poc abans de la Guerra Civil, per afinitat política, es va afiliar al POUM i a l'agost de 1936 va marxar cap a Flix, enrolada com a metgessa, en el tren hospital organitzat pel Dr.Jaume Aiguadé. Després del decret de desmilitarizació de les dones, va tornar a Barcelona. Va treballar al Sanatori Maurín, lloc de convalescència per a ferits de guerra, on també va sojornar George Orwell. A l'agost de 1937, com a conseqüència dels Fets de maig, va ser detinguda pels agents del Departament Especial d'Informació de l'Estat (DEDIDE), que dos mesos abans havien segrestat el líder del POUM Andreu Nin.
Ingressada a la Presó de Dones de les Corts, juntament amb Eva Laufer, Otília Castellví i altres, va secundar la vaga de fam que feia Katia Julia Lipschütz,(Katia Landau) per obtenir notícies del seu company Kurt Landau que, com Andreu Nin, també va ser assassinat.
A finals de gener de 1939, una setmana abans de l'ocupació de Barcelona per l'Exèrcit Nacional, va ser alliberada, però no va abandonar el país. El setembre de 1939, va tornar a ser detinguda, aquesta vegada per la policia franquista. Enviada novament a la Presó de Les Corts, va sortir en llibertat el juny de 1940. Després, la seva pista es va perdre durant anys, però una fitxa publicada en un llistat de Membres de la Societat Mèdica de Berlín, va confirmar que es va suïcidar a Irun el 1941.